# Phaulostylus grandidieri
Phaulostylus grandidieri är en spindelart som beskrevs av Simon 1902. Phaulostylus grandidieri ingår i släktet Phaulostylus och familjen hoppspindlar. Inga underarter finns listade i Catalogue of Life.